# Waqf
Waqf (arabiska وقف, även vakf eller vakyf, plural: aukaf; turkiskt uttal: [evkaf]) är i islamiska länder en gåva till Gud i välgörande syfte. Oavsett vilket värde gåvan har är det intentionen bakom gåvan som spelar roll. Om gåvan är av stort värde finns det möjlighet för donatorn att bestämma vad den skall användas till, detta genom att nedteckna sin vilja i ett waqfdokument (waqfiya). En waqf ska gärna vara någonting som kan behålla sitt värde som till exempel land eller byggnader. Andra exempel på möjliga donationer är pengar, om de investeras väl, eller böcker till moskén.
Det finns två olika typer av waqf, den första skulle kunna kallas ”offentlig waqf”. Syftet med den ”offentliga waqfen” är bland annat att stödja de fattiga eller finansiera moskébyggen. Ett moskébygge kan i sig ses som en waqf. Alla människor har möjlighet att donera en waqf men till historien sett har det främst varit förmögna och framstående människor såsom sultaner eller guvernörer som donerat waqfs i stora mängder för att öka sin sociala status och samtidigt framstå som gudfruktiga.
Den andra typen av waqf är ”familjewaqfen”. Här anser donatorn att ”de behövande” istället för de fattiga är den egna familjen. Donatorn får själv bestämma hur systemet för ”familjewaqfen” skall utformas och vilka familjemedlemmar som ska få ta del av waqfen. Vanligt förekommande är att kvinnliga familjemedlemmar i första generationen blir inkluderade men att deras barn sedan exkluderas. Även ”familjewaqfen” motiveras som religiös då donationen ges till Gud även då den alltså fysiskt tillfaller donatorns familj. 
Då en stiftelse till en moské är skattefri, har under historiens lopp detta institut använts som ett medel mot konfiskation och utpressning, genom att privatpersoner delvis brukat avstå sitt gods åt moskéer och stiftelser under den formen, att ägaren betalat 10-15% av taxeringsvärdet och en låg årsränta, men för övrigt behållit nyttjanderätten och den övriga delen av avkastningen. Stiftarens rättigheter övergår på hans direkta avkomlingar i obruten kedja; bryts denna, tillfaller egendomen oavkortad donationsmottagaren. 